# Sekudai
Sekudai is een stad in de Maleisische deelstaat Johor.
Sekudai telt 7000 inwoners.